# ملعب لا كوندومينا
ملعب لا كوندومينا (Estadio de La Condomina) هو ملعب متعدد الأغراض يقع في مورسيا إسبانيا. يستوعب الملعب 6500 متفرج ويستخدم حاليًا في الغالب لمباريات كرة القدم والحفلات الموسيقية.

## تاريخ
تم بناء الملعب في عام 1924.
لعب فريق ريال مورسيا في لا كوندومينا لأكثر من 80 عامًا قبل أن ينتقل إلى ملعب نويفا كوندومينا في أكتوبر 2006. لعب سيوداد دي مورسيا في الملعب طوال فترة وجوده.
في عام 1995، باع ريال مورسيا الملعب إلى مجلس المدينة لحل المشاكل المالية للنادي.
نظرًا لخطر انهيار المدرجات، لم يُسمح للملعب إلا باستضافة 4500 متفرج، في عام 2016، بعد ترقية نادي جامعة مرسية إلى دوري الدرجة الثانية قام بتمويل تجديد الملعب لتلبية متطلبات رابطة الدوري الإسباني. تبلغ سعة الملعب حاليًا 6500 مقعدًا.